# Вибір споживача
Теорія вибору споживача (англ. Consumer choice) є сферою мікроекономіки, яка встановлює вподобання у споживчих витратах та у кривих попиту споживача. Вона аналізує як споживач максимізує свої бажання у споживанні з урахуванням вподобань та обмежених витрат, або максимізує корисність з у рахуванням бюджетного обмеження (англ. Budget constraint - BC).
Основна проблема теорії споживання містить наступні положення:
1. Набір споживача C - набір з усіх комбінацій благ, які б споживач хотів спожити;
2. Відношення переваги до набору споживача C. Відношення переваги описується за допомогою функції одиничної корисності, яка описує корисність, яку споживач отримує від кожної комбінації благ.
3. Система цін. Кожна комбінація благ має ціну.
4. Початкове забезпечення (initial endowment), яке проявляється у тому, що споживач має початкову комбінацію благ з набору C. Споживач може продати усі чи деякі блага з початкової комбінації благ за заданими цінами та може купити інший набір благ за заданими цінами. Йому доводиться вибирати яку комбінацію благ придбати з урахуванням заданих цін та бюджету (бюджетного обмеження) заради максимізації своєї корисності.

## Приклад: однорідні подільні блага
Розглянемо економіку з двома типами однорідних подільних благ, які традиційно називаються X та Y.
- Множина споживання {\displaystyle R_{+}^{2}}, тобто набір усіх пар {\displaystyle (x,y)}, де {\displaystyle x\geq 0} та {\displaystyle y\geq 0}. Кожна пара (комбінація) містить не-негативну кількість блага X та не-негативну кількість блага Y.
- Типове відношення переваги у цьому випадку може бути представлено набором кривих байдужості. Кожна крива представляє набір комбінацій благ, який забезпечує споживачу однакову корисність. Типова функція корисності - функція Кобба-Дугласа: {\displaystyle u(x,y)=x^{\alpha }\cdot y^{\beta }}, згідно якої криви байдужості виглядають так, як показано на рисунку нижче.
- Типова система цін призначає ціну для кожного типу блага, так, що вартість набору благ {\displaystyle (x,y)} складає {\displaystyle xp_{X}+yp_{Y}}.
- Типове початкове забезпечення за фіксованого доходу споживача є бюджетним обмеженням. Споживач може вибрати будь-яку точку на або під кривою (лінією) бюджетного обмеження BC (Budget constraint) на графіку. Крива бюджетного обмеження має від'ємний нахил і є лінійною, оскільки вона представляє обмеження нерівності. Іншими словами, сума витрат на кожне благо з набору благ, є меншою або рівною доходу (бюджету) споживача.

Споживач може вибрати криву байдужості з вищою корисністю, яка доступна йому у межах його бюджетного обмеження (рівня його доходу). Кожна точка кривої байдужості I3 (Indifference curve #3) є поза межами бюджетного обмеження споживача, тому найкраще що він може зробити, це вибрати одну точку на кривій байдужості I2 (Indifference curve #2), яка торкається лінії його бюджетного обмеження. Він може придбати кількість X* з благ X та кількість Y* з благ Y.
Аналіз кривих байдужості починається з функції корисності. Функція корисності будується на основі рівня корисності. Усе що необхідно, це розуміти, що рівень корисності змінюється з числом наборів спожитих благ.
Криві байдужості зазвичай нумеруються за номером збільшення корисності для споживача. Числа не мають кількісного значення, наприклад, якщо три кривих байдужості позначені 1, 4 і 16 відповідно, це не означає, що набори з кривої байдужості 4 мають більше вподобання, ніж набори з кривої корисності 1.
Ефект доходу та ефект ціни показують як зміни зміни ціни змінюють споживання благ. Теорія споживчого вибору розглядає компроміси (trade-offs) та рішення людей у ролі споживача у умовах зміни цін та доходів.